# Ituiutaba
Ituiutaba est une municipalité brésilienne de l'État du Minas Gerais et la microrégion d'Ituiutaba.

## Personnalités
- Gazy Andraus (1967-), professeur d'université, auteur de bandes dessinées et chercheur brésilien, est né à Ituiutaba.
- André Janones (1984-), avocat et homme politique, est né à Ituiutaba.